# Войтович Василь
Васи́ль Войто́вич (пол. Bazyli Wojtowicz; 2 квітня 1899, Чорноріки, Польща — 3 квітня 1985, Познань) — скульптор, професор Познанської академії образотворчих мистецтв, автор, між іншими, проекту пам'ятника Адамові Міцкевичу в цьому місті; випускник, відтак професор Берлінської академії мистецтв.